# Коростели (Абайская область)
Коростели (каз. Коростели, Korosteli) — село в Бородулихинском районе Абайской области Казахстана. Административный центр Бакинского сельского округа. Находится примерно в 37 км к северу от районного центра, села Бородулиха, и примерно 101 км к Административному центру области, города Семей. Код КАТО — 633837100.

## Этимология
Этимология названия села Коростели имеет две основные версии.
Первая версия утверждает, что название села связано с птицей Коростель, которую первоцелинники заметили на этой территории и, впечатлённые ею, назвали своё поселение в её честь. Эта версия, однако, не имеет широкого подтверждения среди местных жителей.
Вторая версия более популярна среди старожилов и основывается на фамилии одного из первых поселенцев – Коростелева. Согласно этой версии, название села было дано в его честь, так как местность была известна именно его присутствием. Эту версию также выдвигают пожилые жители соседней станции Аул.
Обе версии имеют своих сторонников, однако однозначных подтверждений ни одна из них не получила. Скорее всего, они обе могут отражать элементы реальной истории, но полная этимология названия села остаётся неясной.

## История

### Основание села и освоение целины
Село Коростели было основано в 21 марта 1955 года в рамках программы освоения целинных земель. Первые первоцелинники прибыли сюда в 1955 годах, среди них была группа первоцелинников из Азербайджана, города Баку. В их честь была названа первая улица села — улица Бакинская.
Бакинцы приехали на целину в легкой одежде — рубашках и туфлях, не зная сурового климата Казахстана. Первое время они жили в палатках, сталкиваясь с большими бытовыми трудностями. В 1955 году ими был забит колышек с лозунгом «Быть Совхозу», который положил начало селу Коростели. Именно на улице Бакинской были залиты первые фундаменты для домов, ставших основой будущего населенного пункта.
Позже первоцелинники начали строительство первых домов в селе, используя заготовленные шаблоны, использовавшие в Финляндии. Эти дома, известные как «финские дома», отличались теплосбережением и хорошей устойчивостью к местному климату, что значительно улучшило условия жизни первоцелинников. Однако с течением времени многие из них были разобраны или заменены более современными постройками, и на сегодняшний день в селе осталось лишь небольшое количество таких домов.

### Развитие села в советский период
В период освоения целины село развивалось как сельскохозяйственный центр. В 1960–1980-е годы активно строились дома, социальные объекты, расширялись посевные площади. Основным направлением деятельности оставалось земледелие и животноводство.

### Период после распада СССР
После распада Советского Союза село, как и многие другие населенные пункты Казахстана, столкнулось с экономическими трудностями. Однако благодаря усилиям местных жителей, традиционные отрасли сельского хозяйства были сохранены. В настоящее время в селе работают школа, врачебная амбулатория, Дом культуры и другие учреждения.
Село Коростели сохраняет свою историческую память и продолжает развиваться, оставаясь важным центром сельскохозяйственного производства.

## Население
В 1999 году население села составляло 1063 человека (517 мужчин и 546 женщин). По данным переписи 2009 года, в селе проживало 609 человек (284 мужчины и 325 женщин).